# Coffee Shop Selection
Coffee Shop Selection je deveti studijski album slovenskega hip hop producenta Gramatika. Izdan je bil 18. marca 2015 pri založbi Lowtemp. Na albumu se nahajajo inštrumentalne skladbe, večina novih, nekatere pa so inštrumentalne verzije pesmi z albuma The Age of Reason (2014).

## Seznam pesmi
| Št.             | Naslov                                | Dolžina |
| --------------- | ------------------------------------- | ------- |
| 1.              | „In My City‟                          | 2:30    |
| 2.              | „Virtual Insight‟                     | 4:35    |
| 3.              | „Tranquilo‟                           | 6:24    |
| 4.              | „Some Breaks‟                         | 2:09    |
| 5.              | „Afternoon Soul‟                      | 4:16    |
| 6.              | „Just Jammin'‟                        | 6:29    |
| 7.              | „Swucca Chust‟                        | 4:06    |
| 8.              | „Chillaxin' by the Sea‟               | 4:00    |
| 9.              | „Guitar Madness‟                      | 5:08    |
| 10.             | „Muy Tranquilo‟                       | 3:53    |
| 11.             | „No Way Out‟                          | 4:20    |
| 12.             | „Late Night Jazz‟                     | 4:33    |
| 13.             | „Victory‟                             | 3:22    |
| 14.             | „Sitar Chop‟                          | 1:38    |
| 15.             | „Pizzi Chop‟                          | 1:57    |
| 16.             | „Talk That Slang‟                     | 3:26    |
| 17.             | „Hold On‟                             | 4:35    |
| 18.             | „Indigo Child‟                        | 3:56    |
| 19.             | „Just Jammin' NYC‟ (feat. Exmag)      | 6:07    |
| 20.             | „Faraway‟ (inštrumentalna verzija)    | 3:57    |
| 21.             | „Obviously‟ (inštrumentalna verzija)  | 3:55    |
| 22.             | „The Anthem‟ (inštrumentalna verzija) | 3:00    |
| Skupna dolžina: | Skupna dolžina:                       | 79:15   |